# Processus frontal du maxillaire
Le processus frontal du maxillaire (ou branche montante du maxillaire ou apophyse frontale du maxillaire ou apophyse montante du maxillaire) est une plaque osseuse qui se projette vers le haut, vers l'intérieur et vers l'arrière de l'os maxillaire, contribuant à la limite latérale du nez.

## Description

### Face latérale
Sa face latérale est lisse, en continuité avec la surface antérieure du corps.
Elle présente à l'avant la crête lacrymale antérieure et derrière le sillon lacrymal du maxillaire qui avec le sillon lacrymal de l'os lacrymal forme la fosse du sac lacrymal.
C'est la zone d'insertion du muscle releveur de la lèvre supérieure et de l'aile du nez en avant de la crête lacrymale antérieure, du muscle orbiculaire de l'œil à son sommet et du ligament palpébral médial.

### Face médiale
Sa face médiale fait partie de la paroi latérale de la cavité nasale.
Sur sa partie supérieure se trouve une zone rugueuse et inégale, qui s'articule avec l'os ethmoïde, se refermant sur les cellules ethmoïdales antérieures.
Au-dessous se trouve une crête oblique, la crête ethmoïdale du maxillaire (ou crête turbinale supérieure du maxillaire), dont l'extrémité postérieure s'articule avec le cornet nasal moyen. La crête forme la limite supérieure du méat nasal moyen.
La partie antérieure est appelée agger nasi.

### Bords
Le bord supérieur s'articule avec l'os frontal. Il porte l'incisure lacrymale (ou échancrure lacrymale) qui reçoit l'hamulus lacrymal de l'os lacrymal et forme ainsi la limite supérieure du canal lacrymo-nasal.
Le bord antérieur s'articule avec l'os nasal dans sa partie supérieure et forme le rebord de l'orifice piriforme dans sa partie inférieure..
Le bord postérieur est épais et s'articule avec l'os lacrymal. Ensemble ils forment la canal lacrymo-nasal.

## Galerie

Le processus frontal gauche représenté en rouge.
Les processus frontaux gauche et droit du maxillaire.
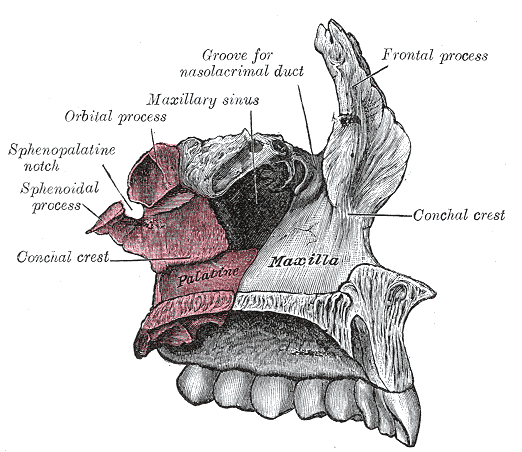
Articulation de l'os palatin gauche avec le maxillaire.
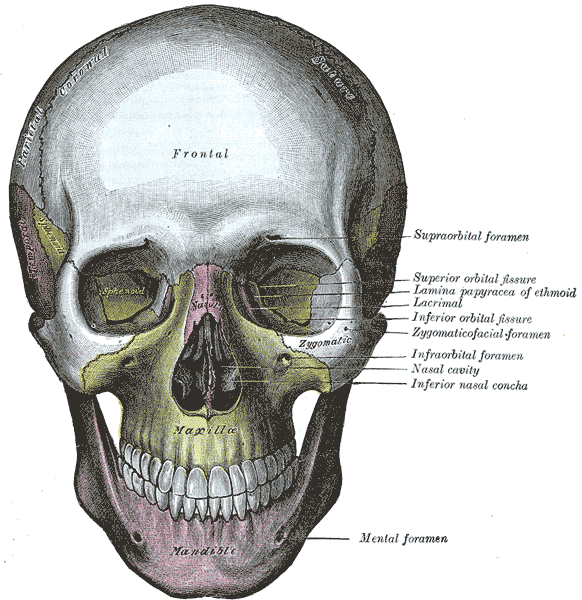
Le crâne de face.
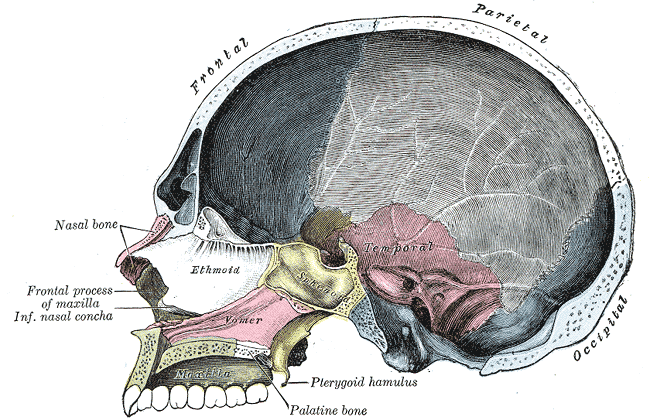
Coupe sagittale du crâne.
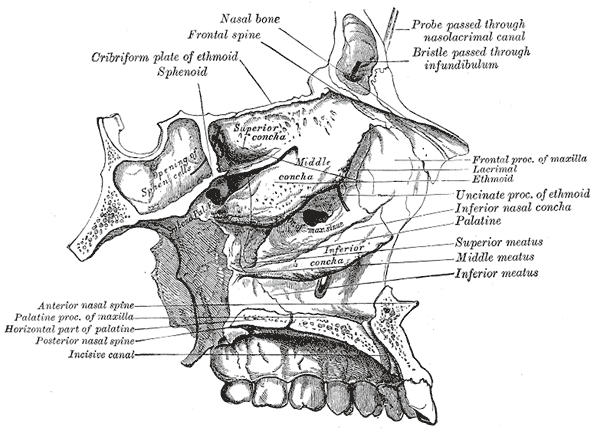
Toit, plancher et paroi latérale de la cavité nasale gauche.
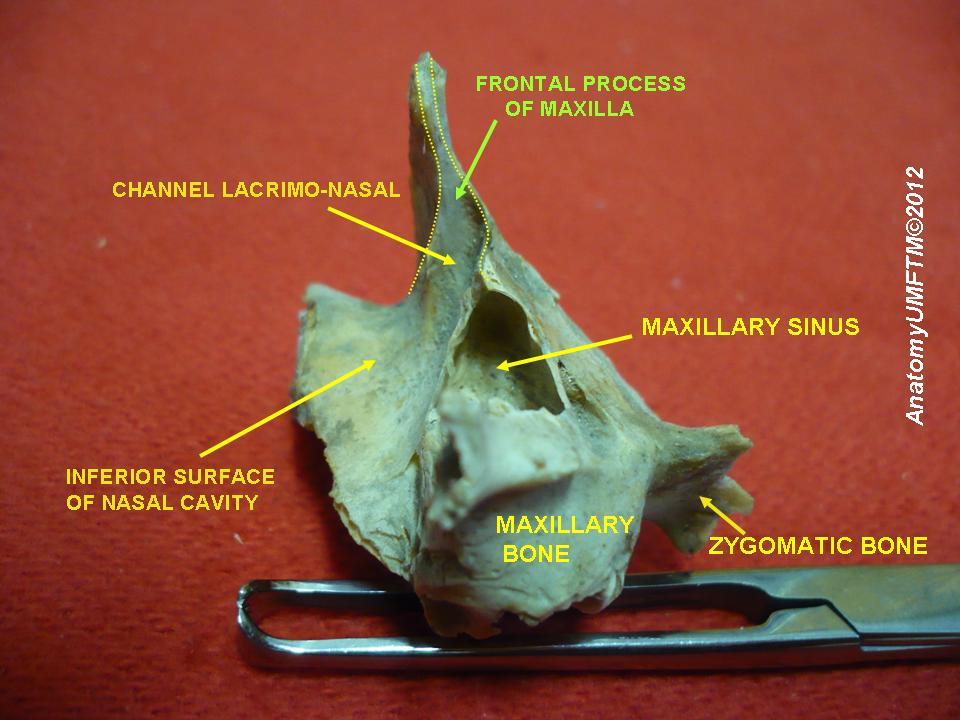
Processus frontal du maxillaire
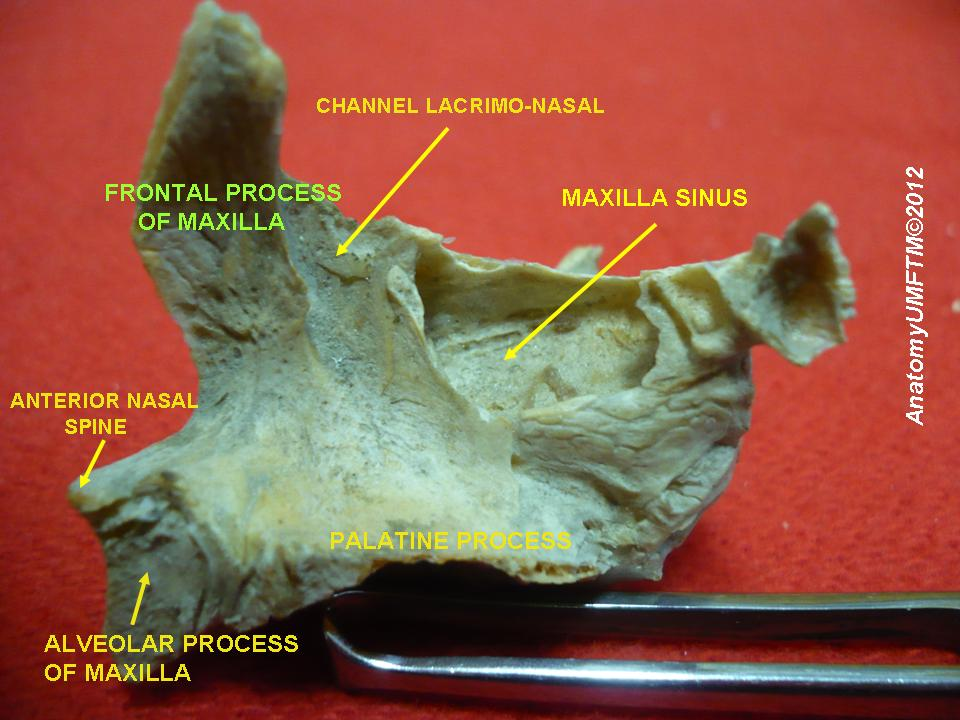
Processus frontal du maxillaire